# Naim
Naim (auch Na'im; arabisch نعيم, DMG Naʿīm) ist ein arabischer männlicher Vorname mit der Bedeutung „friedvoll“, „ruhig“; „ungezwungen“, der auch im Türkischen und in mehreren Ländern auf der Balkanhalbinsel auftritt.

## Namensträger

### Vorname
- Naim Frashëri (1846–1900), albanischer Schriftsteller
- Naim Kassim (* 1953), libanesischer Politiker der Hisbollah
- Abu Naim al-Khadim († im 9. Jh.), arabischer Schatrandschspieler und -komponist
- Naim Krieziu (1918–2010), albanischer Fußballspieler
- Naim Süleymanoğlu (1967–2017), türkischer Gewichtheber
- Naim Talu (1919–1998), türkischer Bankier und Politiker
- Naim Uludoğan (1911–2010), türkischer Offizier und Militärmaler

### Familienname
- Abdullahi Ahmed An-Na'im (* 1946), sudanesisch-US-amerikanischer Rechtswissenschaftler
- Anas al-Naïm († 2013), syrischer Politiker
- Moisés Naím (* 1952), venezolanischer Journalist und Politiker jüdisch-libyscher Herkunft
- Raanan Naim (1935–2009), israelischer Politiker
- Yael Naim (* 1978), französisch-israelische Sängerin und Songschreiberin

### Osmanische Zeit
- Mustafā Na'īm (Na'īmā; ~1655–1716), osmanischer Verwaltungsbeamter, Historiker und Geschichtsschreiber

## Weiteres
- The Memoirs of Naim Bey, Buchpublikation von 1920